# Coppa Placci 1969
La Coppa Placci 1969, diciannovesima edizione della corsa, si svolse il 3 maggio 1969 su un percorso di 198 km. La vittoria fu appannaggio dell'italiano Roberto Ballini, che completò il percorso in 5h08'14", precedendo il belga Roger Kindt ed il connazionale Gianfranco Bianchin.

## Ordine d'arrivo (Top 10)
| Pos. | Corridore            | Squadra   | Tempo    |
| ---- | -------------------- | --------- | -------- |
| 1    | Roberto Ballini      | G.B.C.    | 5h08'14" |
| 2    | Roger Kindt          | Ferretti  | a 18"    |
| 3    | Gianfranco Bianchin  | Gris 2000 | a 25"    |
| 4    | Alberto Della Torre  | Filotex   | a 27"    |
| 5    | Dino Zandegù         | Salvarani | s.t.     |
| 6    | Lucillo Lievore      | Eliolona  | s.t.     |
| 7    | Tommaso De Prà       | Salvarani | s.t.     |
| 8    | Luciano Armani       | Scic      | s.t.     |
| 9    | Giampaolo Cucchietti | Max Meyer | s.t.     |
| 10   | Wladimiro Palazzi    | Sagit     | s.t.     |